# Shriekback
Shriekback — британская рок-группа, образованная в 1981 году в Кентиш-таун Барри Эндрюсом, бывшим участником групп XTC и The League of Gentlemen (клавишные, синтезаторы, вокал) и Дэйвом Алленом, бывшим участником Gang of Four (бас), с Карлом Маршем, игравшем ранее в «Out On Blue Six» (гитара, вокал). Затем в 1983 году к ним присоединился барабанщик Мартин Баркер. Также в это время в состав группы входили: Люк Ван Акер, Линда Невилл, Эмма Бёрнхэм, Брайан Невилл, Педро Ортис, Клер Херст, Лу Эдмондс, Венди и Сара Партридж (Electric Guitars), Стив Холливелл, Ева Луна, Айван Джулиан, Майк Коззи и Джессика Пэйлин/Хосе Фина Куридо.

## История
Группа Shriekback изначально была создана в 1981 году Барри Эндрюсом и Дэйвом Алленом, затем к ним присоединился Карл Марш. Они пользовались некоторым успехом в танцевальных чартах, сотрудничая со своим первым лейблом Y Records; имели популярность в UK Indie Chart, в это же время их дебютный альбом Care (1983) начинал набирать популярность в Соединённых Штатах (в этой стране альбом распространяла студия звукозаписи Warner Music Group). Они оставили Y Records и начали сотрудничать с Arista Records, с которым в 1984 году записали свой дебютный альбом Jam Science, в это время к группе присоединился барабанщик Мартин Баркер. Альбом достиг 85-го места в UK Albums Chart, а сингл «Hand on my Heart» (рус. рука на моём сердце) вошёл в топ-60 в Великобритании. Они записали в 1985 году альбом Oil & Gold (Arista) (выпущенный Island Records в США). Марш оставил Shriekback во время записи Oil & Gold и был заменён гитаристом Майком Коззи, а Эндрюс взал на себя роль фронтмена. Shriekback также оставили Arista и подписали контракт с Island Records, для которого они записали альбом Big Night Music в 1986 году, после чего Аллен оставил группу ради воссоединения «Gang of Four», и в Shriekback всё внимание падало на Эндрюса. Аллен также продолжать играть в «King Swamp» и «The Elastic Purejoy». Марш продолжал играть в группе «Happyhead».
После дополнительного альбома 1988 года «Go Bang!», группа распалась. Эндрюс продолжал работать над другими проектами, прежде чем Shriekback воссоединились в 1992 году, хотя после того, как вышли сингл «The Bastard Sons of Enoch» и альбом «Sacred City», никаких дальнейших релизов до 2000-х годов не было, пока не вышел альбом «Naked Apes and Pond Life».
Аллен и Марш вернулись в группу, чтобы внести свой вклад в запись альбома «Having a Moment» (2003). После Having a Moment Эндрюс записал три альбома для «Malicious Damage» (лейбл группы «Killing Joke») под псевдонимом Shriekback. Режиссёр Майкл Манн был поклонником Shriekback, и использовал несколько их песен в своих фильмах «Охотник на людей» и «Band of the Hand», а также в телесериале «Полиция Майами».
Shriekback всё ещё активно записывают музыку.

## Дискография

### Студийные альбомы
- Tench (EP) (1982) Y (UK Indie № 9 [4])
- Care (1983) Y (UK Indie № 7)
- Jam Science (1984) Arista (UK № 85 [5])
- Oil & Gold (1985) Arista
- Big Night Music (1986) Island
- Go Bang! (1988) Island
- Sacred City (1992) World Domination/Capitol
- Naked Apes and Pond Life (2000) Mauve/Mushroom
- Having a Moment (2003)
- Cormorant (2005)
- Glory Bumps (2007)
- Life in the Loading Bay (декабрь 2010)
- Without Real String or Fish (март 2015)
- The Island of the hopeful Monsters (ноябрь 2015)

### Сборники
- The Infinite (The Best of Shriekback) (1984) Kaz
- Evolution - Best of Shriekback vol. 2 (1988) Kaz
- The Dancing Years (1990) Island
- Natural History - The Very Best of Shriekback (1994) Essential
- Priests and Kannibals: The Best of Shriekback (1994) Arista
- The Y Records Years (2000) Sanctuary
- Aberrations 81-84 (2001) Weatherbox
- Vicissitudes (2002) Shriekback.com Internet-only release
- Secrets Of The City (2002) Shriekback.com Internet-only release [6]

### Синглы
| Год  | Название                           | Позиция в чарте | Позиция в чарте  | Позиция в чарте | Позиция в чарте  | Позиция в чарте      | Альбом          |
| Год  | Название                           | UK Indie Chart  | UK Singles Chart | U.S. Dance/Club | U.S. Modern Rock | U.S. Mainstream Rock | Альбом          |
| ---- | ---------------------------------- | --------------- | ---------------- | --------------- | ---------------- | -------------------- | --------------- |
| 1982 | "Sexthinkone"                      | -               | -                | -               | -                | -                    | -               |
| 1982 | "My Spine Is the Bassline"         | 15              | -                | -               | -                | -                    | -               |
| 1983 | "Lined Up"                         | 3               | -                | -               | -                | -                    | Care            |
| 1983 | "Working on the Ground"            | 5               | -                | -               | -                | -                    | -               |
| 1983 | "Lined Up (remix)"                 | 7               | -                | -               | -                | -                    | Care            |
| 1984 | "Hand On My Heart"                 | -               | 52               | 22              | -                | -                    | Jam Science     |
| 1984 | "Mercy Dash"                       | -               | -                | -               | -                | -                    | Jam Science     |
| 1984 | Knowledge, Power, Truth and Sex EP | -               | -                | -               | -                | -                    | Jam Science     |
| 1985 | "Nemesis"                          | -               | -                | -               | -                | -                    | Oil and Gold    |
| 1985 | "Fish Below the Ice"               | -               | -                | -               | -                | -                    | Oil and Gold    |
| 1986 | "Gunning for the Buddha"           | -               | -                | -               | -                | -                    | Big Night Music |
| 1986 | "Running on the Rocks"             | -               | -                | -               | -                | -                    | Big Night Music |
| 1988 | "Intoxication"                     | -               | -                | -               | 6                | -                    | Go Bang!        |
| 1988 | "Shark Walk"                       | -               | -                | -               | 19               | -                    | Go Bang!        |
| 1988 | "Get Down Tonight"                 | -               | -                | 20              | -                | -                    | Go Bang!        |
| 1988 | The Peel Sessions EP               | -               | -                | -               | -                | -                    | -               |
| 1992 | "The Bastard Sons of Enoch"        | -               | -                | -               | -                | -                    | Sacred City     |

### Видеоальбомы
- Jungle Of The Senses (1987) Island Visual Arts